# Perfect Pie
Perfect Pie es una película de 2002 dirigida por Barbara Willis Sweete y protagonizada por Rachel McAdams, Wendy Crewson y Barbara Williams que trata temas tan complejos como el abuso y el maltrato infantil y la violación. 
La obra fue escrita originalmente como un monólogo en 1993. 